# Selma Velleman

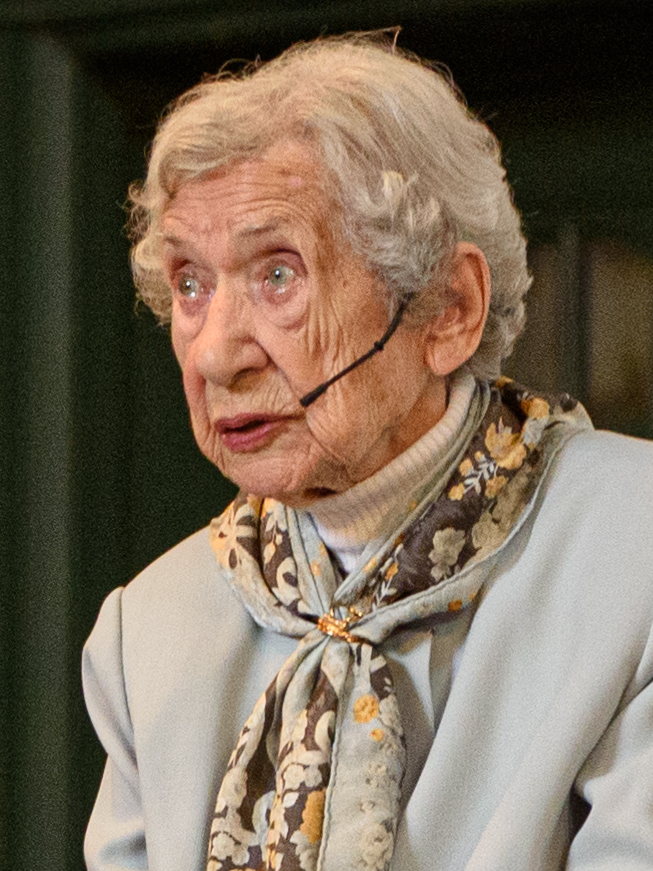
Selma Velleman, 2022

Selma Velleman, Selma van de Perre, (* 7. Juni 1922 in Amsterdam) ist eine niederländische Zeitzeugin des Widerstands gegen den Nationalsozialismus und der Konzentrationslagerhaft. Sie war Häftling im Konzentrationslager Ravensbrück und musste im Siemenslager Ravensbrück Zwangsarbeit leisten.

## Leben
Selma Velleman ist eine Tochter des Entertainers Barend Velleman und der Fem Spier, ihre Eltern wurden Opfer des Holocaust. Sie tauchte 1942 wegen der deutschen Judenverfolgung unter, beschaffte sich einen gefälschten Pass und half im niederländischen Widerstand bei der Rettung jüdischer Familien, indem sie als Kurier für den Widerstand arbeitete. Im Juni 1944 wurde sie in Utrecht verhaftet, ins Gefängnis von Amsterdam gebracht, dort verhört und in das überfüllte Frauen-Konzentrationslager Ravensbrück verschleppt.

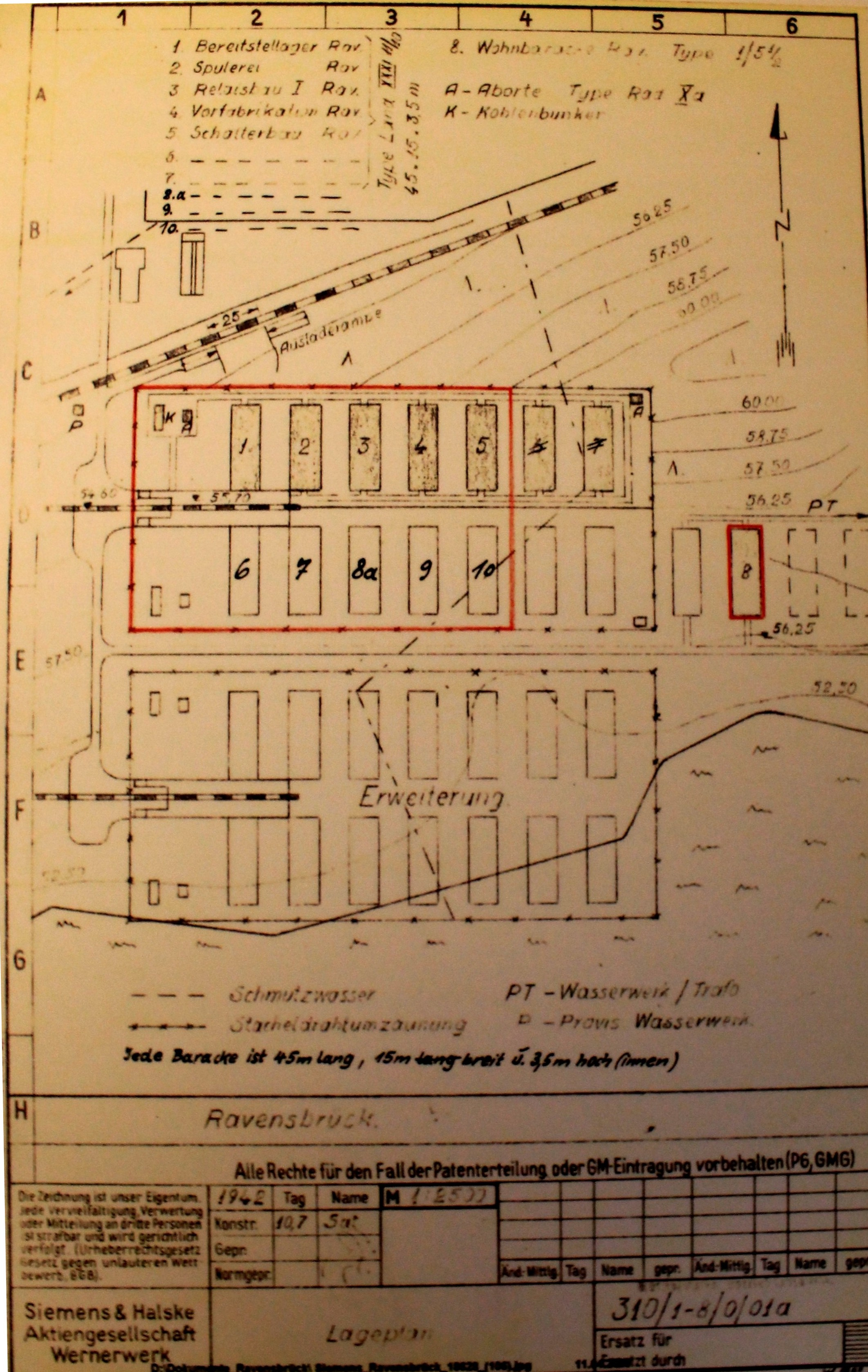
Erweiterung des Siemenslagers, Zeichnung von Siemens & Halske, Wernerwerke vom 10. Juli 1942

Sie erkrankte schwer aufgrund von Misshandlungen und meldete sich nach der Genesung für die Arbeit im Siemenslager Ravensbrück. Hier wurde sie Gehilfin des Siemens-Zivilarbeiters Seefeld. Am 23. April 1945 wurde sie mit anderen dänischen und schwedischen KZ-Insassinnen im Rahmen der Rettungsaktion der Weißen Busse befreit und über Dänemark und Malmö nach Stockholm gebracht.
Sie kehrte in die Niederlande zurück und ging für das niederländische Verteidigungsministerium nach London, um dort im medizinischen Dienst zu arbeiten. Neben der folgenden Tätigkeit in der Hörfunkabteilung der BBC absolvierte sie ein Anthropologie- und Soziologiestudium, begegnete ihrem späteren Ehemann, heiratete und schloss als Selma van de Perre das Studium ab. Anschließend arbeitete sie als Lehrerin in London an der katholischen Sacred Heart High School, Hammersmith.
Als Selma van de Perre war sie für die britische Journalistin Sarah Helm eine Quelle für ihre Darstellung der Verhältnisse im KZ Ravensbrück. Helm gibt an, van der Perre habe ihr bei der Klärung  zahlreicher Fragen, besonders zu Siemens, geholfen.

## Schriften
- Mein Name ist Selma. Erinnerungen einer Widerstandskämpferin und Holocaust-Überlebenden. Übersetzt von Simone Schroth. btb, München 2020, ISBN 978-3-442-75905-7.